# Deutschland-klass (slagskepp)
Deutschland-klassen var en klass av pre-dreadnought-slagskepp som ingick i tyska Kejserliga marinen, Reichsmarine och slutligen i Kriegsmarine. Klassen bestod av fem fartyg: SMS Deutschland, SMS Pommern, SMS Hannover, SMS Schlesien och SMS Schleswig-Holstein. Deras huvudbestyckning utgjordes av fyra 28 cm kanoner i två dubbeltorn, ett i fören och ett i aktern, och den sekundära bestyckningen av fjorton 17 cm kanoner i kasematter. Fartygen byggdes och levererades åren 1903-1908. De kom alla att delta i striderna mot den brittiska flottan under första världskriget. I Skagerrakslaget 1916 torpederades Pommern av en brittisk jagare och sjönk. De övriga fartygen togs strax därefter ur aktiv tjänst och användes under återstoden av kriget som flytande kustartilleri.
Som en konsekvens av Versaillesfreden 1919 förbjöds Tyskland att inneha örlogsfartyg som vägde mer än 10 000 ton. De fyra överlevande Deutschland-skeppen och två slagskepp ur Wittelsbach-klassen fick emellertid behållas, då deras föråldrade konstruktion gjorde att de inte besatt något större stridsvärde. Deutschland utrangerades redan 1920 men de återstående fartygen kom att moderniseras under 1920-talet, då de utgjorde kärnan i den tyska republikens flotta. Hannover togs ur tjänst i september 1931. Det fanns planer att använda henne som målfartyg men dessa förverkligades aldrig. I stället skrotades hon i Bremerhaven 1944.
De två återstående fartygen, Schlesien och Schleswig-Holstein, degraderades på 1930-talet till skolfartyg för sjökadetter. De kom dock att spela en viss roll i inledningsskedet av andra världskriget. Schleswig-Holstein inledde bland annat den tyska invasionen av Polen genom att beskjuta polska ställningar på halvön Westerplatte utanför Danzig (nuvarande Gdańsk) den 1 september 1939. Under de sista krigsåren tjänstgjorde Schlesien och Schleswig-Holstein som luftvärnsfartyg på Gotenhafens redd. I december 1944 sänktes Schleswig-Holstein av allierat bombflyg. Schlesien förflyttades till Swinemünde i april 1945. Den 3 maj gick hon på en mina utanför hamnen och sänktes av sin egen besättning. Vraket skrotades efter krigsslutet.